# Aralkum
O Deserto de Aralkum (uzbeque: Orolqum choʻli, Оролқум чўли, cazaque: Аралқұм шөлі, russo: Пустыня Аралкум) é um deserto cuja formação se deu a partir de 1960, no leito anteriormente ocupado pelo Mar de Aral. Está localizado ao sul e ao leste do que resta da bacia oriental do Mar de Aral, nos territórios do Uzbequistão e do Cazaquistão.
O Aralkum está em uma área em que ocorrem tempestades de areia violentas, com temperaturas que chegam a alcançar até 42,7 graus Celsius e onde a paisagem é composta apenas de vegetação esparsa. Apesar de ser um dos desertos mais jovens do mundo, sua área total, ainda em crescimento, alcança atualmente 62 mil quilômetros quadrados.

## História
Enquanto o nível do Mar de Aral tem variado ao longo de sua existência, sua redução de nível mais recente desde a década de 60 foi causada pela construção e implantação de um grande projeto concebido pela antiga União Soviética, com o objetivo de aumentar a produção de algodão na região, para isso desviando a água de dois rios, o Amu Dária e o Sir Dária, para irrigar as estepes do Deserto de Caracum. Como resultado, o fluxo de entrada de água foi extremamente reduzido e fez com que o nível da água baixasse. 
Enquanto o nível do Mar do Norte de Aral, localizado no Cazaquistão, subiu devido ao Dique Kokaral, o nível do Mar do Sul de Aral, no Uzbequistão, sofreu quedas contínuas, resultando na expansão do tamanho do deserto até o ano de 2010, quando o Mar de Aral do Sul foi parcialmente inundado. No entanto, desde então, o nível da água  voltou a baixar constantemente, e desta vez mais acentuadamente[carece de fontes?].
Em agosto de 2021, a exploradora e aventureira polar britânica Rosie Stancer liderou a primeira expedição a pé através da área do Deserto de Aralkum.

## Barcos encalhados
Antes de sua desertificação, o Mar de Aral viabilizava uma grande atividade pesqueira que abastecia até um sexto da produção de peixes da União Soviética. Conforme a água baixou, no entanto, muitos barcos de pesca e outros tipos de embarcação foram abandonados no deserto. No antigo porto da cidade de Moinaque, os barcos enferrujados se tornaram não apenas atrações turísticas, mas também o local de realização do Festival de Stihia, o maior festival de música eletrônica da Ásia Central.

## Contaminantes transportados pelo ar

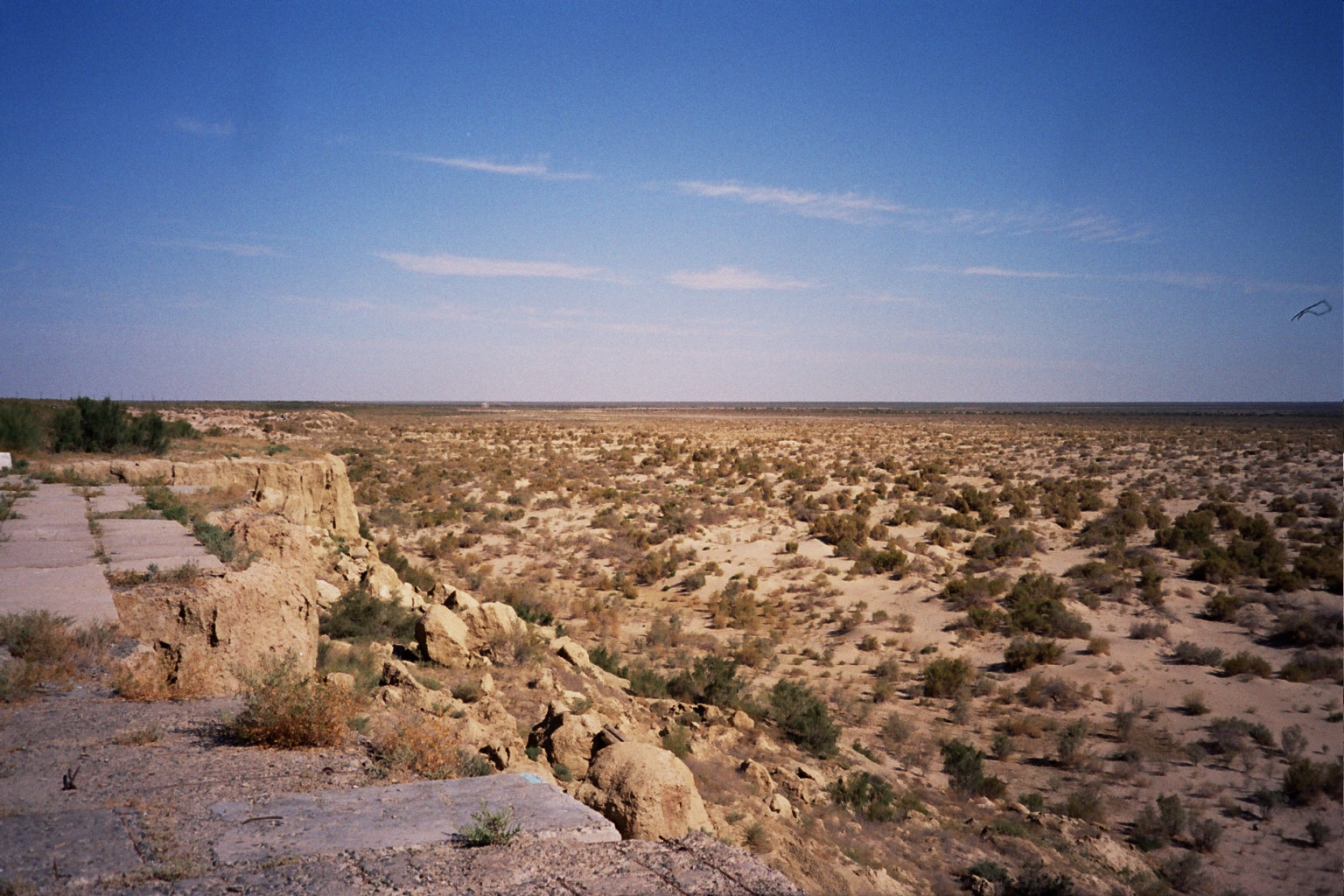
O leito do antigo Mar de Aral, no Uzbequistão, em 2004

As areias do Deserto de Aralkum, e a poeira que se forma a partir dela contêm poluentes. O deserto se encontra na rota de uma poderosa corrente de ar que sopra de leste para oeste, e que carrega sua poeira contaminada por todo o planeta. Poeira formada no Aral já foi encontrada na Bielorrússia, nas florestas da Noruega, e nas geleiras da Groenlândia. Os pesticidas presentes na poeira já foram encontrados no sangue de pinguins na Antártida.